# Sławomir Ćwiek
Sławomir Ćwiek (ur. 10 grudnia 1954 w Łodzi) – polski artysta ekspresjonista; grafik, malarz i rysownik, profesor zwyczajny Akademii Sztuk Pięknych im. Wł. Strzemińskiego w Łodzi.
W latach 80. XX wieku działacz opozycji antykomunistycznej.

## Życiorys
W 1973 ukończył XXI Liceum Ogólnokształcące im. Bolesława Prusa w Łodzi. W latach 1974–1980 studiował na Wydziale Grafiki w Państwowej Wyższej Szkole Sztuk Plastycznych w Łodzi. Dyplom uzyskał w Katedrze Grafiki Warsztatowej w Pracowni Technik Litograficznych profesora Jerzego Grabowskiego i w Pracowni Malarstwa profesora Stanisława Fijałkowskiego w 1980. Od 1992 pracownik dydaktyczny w macierzystej uczelni obecnie Akademii Sztuk Pięknych im. Wł. Strzemińskiego w Łodzi. W 2012 obejmuje funkcję kierownika Katedry Grafiki Artystycznej, a od 2019 do 2020 dyrektora Instytutu Grafiki Artystycznej. Od 2008 do dzisiaj kieruje założoną przez siebie Pracownią Technik Łączonych.
W latach 2002–2011 był wykładowcą w Fili Akademii Świętokrzyskiej w Piotrkowie Trybunalskim (obecnie Filia Uniwersytetu Jana Kochanowskiego).
Tytuł profesora sztuk pięknych otrzymał w 2017.
Techniką dominującą w jego twórczości jest serigrafia.
Jego prace były eksponowane na ponad 160 wystawach w tym na 50 zagranicznych.
Jest członkiem Stowarzyszenia Międzynarodowe Triennale Grafiki w Krakowie. 
W 2022 odznaczony srebrnym medalem Zasłużony Kulturze Gloria Artis.

## Działalność opozycyjna

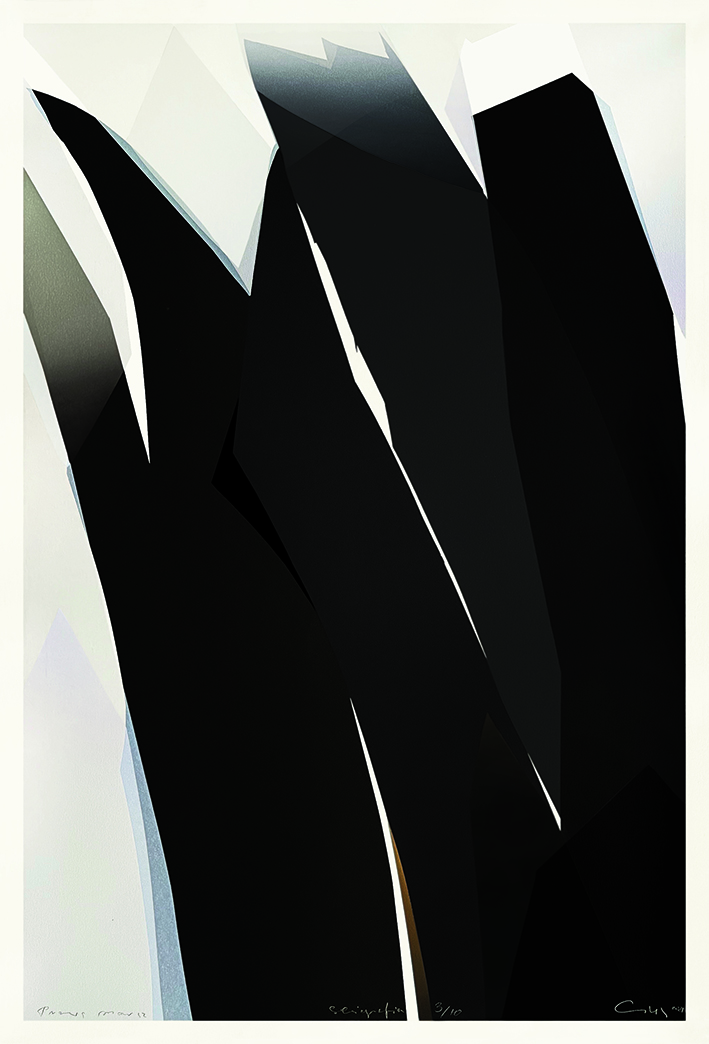
Sławomir Ćwiek, Prawą marsz, serigrafia, 112×76, 2021

Od 1981 działał w ramach Sekcji Artystów Plastyków NSZZ „Solidarność” Ziemi Łódzkiej. 13 grudnia 1981 r. uczestniczył w demonstracji przed siedzibą Zarządu Regionalnego „Solidarności”. W styczniu i lutym 1982 r. był przesłuchiwany i poddany rewizjom. Po wprowadzeniu stanu wojennego do końca lat 80. prowadził podziemną drukarnię, w której wydawane były pisma bezdebitowe (m.in. „Solidarność Walcząca” i „Nasz Głos”) oraz książki i inne druki ulotne. Był współtwórcą projektu „Nawa św. Krzysztofa” przy parafii oo. jezuitów w Łodzi oraz współorganizatorem niezależnych wystaw przedstawicieli łódzkiego środowiska plastycznego o poglądach antykomunistycznych.
Za działalność opozycyjną w 2016 został odznaczony przez Prezydenta Rzeczypospolitej Polskiej Andrzeja Dudę Krzyżem Wolności i Solidarności oraz w 2018 przez Szefa Urzędu do Spraw Kombatantów i Osób Represjonowanych odznaką honorową „Działacza opozycji antykomunistycznej lub represjonowanej z powodów politycznych”.